# Houngan

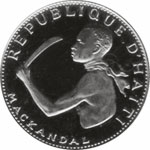
Mackandal (?-1758), prestigiós houngan i líder d'un grup d'esclaus rebels durant el règim colonial francès a Haití.

Houngan (del fon; "gan hun") terme crioll que designa al sacerdot, xaman o oficiant masculí dels rituals de la religió vudú haitiana (la sacerdotessa o oficiant femenina es coneix com a mambo). Hi ha dos rangs de houngan: asogwe houngan (alt sacerdot, amb autoritat per ordenar-ne d'altres) i sud pwen houngan (sacerdot jove). El houngan actua preferentment en una espècie de "parròquia" o àrea territorial d'influència, que rep el nom de hounfo.

## Funcions espirituals
Segons els creients, el houngan possibilita la intervenció en el plànol material de diverses entitats espirituals, anomenades loas, que poden ser benignes, malignes o amorals. Amb l'ajuda d'aquests loas, el houngan (o la mambo, si es tracta d'una dona) podrien aconseguir curacions, informació i influir -en general- en la naturalesa i els esdeveniments. Més concretament, el hougan efectua curacions, realitza cerimònies per cridar o apaivagar esperits, dirigeix iniciacions, endevina el futur, interpreta somnis, llança encanteris, crea proteccions contra encanteris aliens i prepara pocions per a diverses finalitats (des de filtres d'amor a verins mortals). Tot això, en teoria ha de ser fet amb finalitats benèfiques, doncs en cas contrari (en cas que usi les suposades habilitats amb intenció maligna) el houngan passa a ser denominat bokor o bokós.
El houngan també actua com a guardià de la tradició i cultura vodú, mantenint el coneixement sobre relats, cançons, fórmules i diversos sabers pràctics relacionats amb les seves creences i folklore. Però encara que, igual que les mambo, presideix les cerimònies de la religió, aquestes són completament participatives, i pul·lulen en elles altres co-celebrants (el LaPlace o mestre de cerimònies; el hounganikon, que dirigeix música i ball; les hounsi que assisteixen a les dones) i qualsevol prosèlit podria ser "cavalcat" o posseït pel loa en el transcurs del servei religiós.

## Història
El houngan Dutty Boukman (nascut a Jamaica) en 1791 va presidir una cerimònia en la qual un grup d'esclaus es juramentà contra l'esclavitud. Dies després Boukman va conduir la rebel·lió contra els blancs, per la qual cosa és considerat tradicionalment com el primer iniciador de la revolució haitiana, que va desembocar finalment a la independència del país. Des de la figura emblemàtica de Boukman (i encara dècades abans, a partir de la rebel·lió del houngan Mackandal) els oficiants del rite vudú han tingut un paper important en la història de l'exercici del poder d'Haití.
Arran de l'expulsió dels blancs francesos i l'assassinat de molts d'ells (entre els quals hi havia molts sacerdots catòlics) durant la independència del país, la Santa Seu va clausurar qualsevol relació amb Haití entre 1804 i 1860. Durant aquests 56 anys els houngans i mambos van actuar sense trobar resistència o repressió, podent erigir al vodú en una veritable religió nacional haitiana. Tot i així encara avui conserva molts elements de sincretisme amb la creença cristiana.
Durant la seva dictadura, François Duvalier es va servir activament del vodú, aconseguint la fidelitat de diversos houngans al seu pastitx ideològic, el "miriste". El dictador assegurava, per exemple, que havia aconseguit consolidar el seu recolzament a les regions rurals muntanyenques del país gràcies a l'ajuda dels hougans. Pel mateix motiu, en caure el règim en 1986, en temps del seu fill Jean-Claude, nombrosos hougans van ser objectes d'atacs violents, encara que ja en aquest llavors "Baby Doc" -com era conegut Jean-Claude Duvalier- no hauria estat tan interessat com el seu pare ("Papa/Papa Doc") en la connexió entre vodú i política.

## Hounganscèlebres
- François Mackandal, considerat precursor de la independència haitiana. En 1757, va escapar de l'esclavitud i va organitzar un grup de resistència, hauria exercit com houngan. Inspira part de la novel·la d'Alejo Carpentier El regne d'aquest món.[7]
- Dutty Boukman, iniciador de la revolta dels esclaus haitians en 1791.
- Hector Hyppolite (1894-1948), pintor haitià que afirmava ser houngan.[8]
- S'afirma que el pirata i sacerdot catòlic espanyol renegat de la primera meitat del segle xix, Domingo Muñoz, hauria estat un houngan o, en defecte d'això, un bokor.[9]